# Napata
Napata (z gr., obecnie Dżabal Barkal) – starożytne miasto znajdujące się w środkowym biegu Nilu, w Sudanie, nieco poniżej IV katarakty. 
Było miastem nubijskim, stolicą Królestwa Kuszyckiego. W XV wieku p.n.e., gdy Nubia została pobita przez Egipt, przebiegała tutaj południowa granica „kraju faraonów”. 
Nieopodal Napaty (na przeciwległym, wschodnim brzegu Nilu) znajduje się Nuri – kompleks grobowców nubijskich królów.
Kompleks ruin w Napacie został w 2003 roku wraz z ruinami nubijskich piramid w Meroe wpisany na listę światowego dziedzictwa UNESCO.